# Glen Mourning
Glen Leroy Mourning (nacido el 26 de marzo de 1987) es un autor estadounidense. Es conocido por su serie de libros Crunchy Life y ha inspirado a niños y adultos de todo Estados Unidos. Nació en Danbury, Connecticut y actualmente vive en Virginia.

## Vida personal
Mourning nació el 26 de marzo de 1987 en Danbury, Connecticut, fue a la escuela secundaria de Danbury. Es el primero en su familia en graduarse de la escuela secundaria, así como el primero en terminar la universidad y completar una maestría. Actualmente vive en Virginia.

## Carrera futbolística
Obtuvo una beca para la Universidad de Connecticut. También fue a la Universidad de Bridgeport. Sufrió lesiones continuas durante su carrera en UCONN y no pudo contribuir con el equipo. Luego se convirtió en educador, autor y orador motivacional.

## Carrera de autor y organización sin fines de lucro.
Su primer libro Crunchy Life fue escrito en 2018 llamado Crunchy Life: Recess Detention seguido de muchos otros. Luego comenzó una organización sin fines de lucro llamada Generation Forward Inc. ubicada en Washington D. C., donde apoya a jóvenes de minorías y familias necesitadas en todo el país. Ahora viaja por América inspirando a los niños con sus libros y discursos.